# Plav
Pour les articles homonymes, voir Plav (homonymie).
Plav (en bosnien : Plav; en cyrillique : Плав ; en albanais : Plavë) est une ville et une municipalité du Monténégro. En 2003, la ville comptait 3 615 habitants et la municipalité 13 805, dont une majorité de Bosniaques.

## Géographie
Plav est située à 60 km à l'est-nord-est de Podgorica, près de la frontière avec l'Albanie.

## Histoire
Cette ville, isolée dans le massif des Montagnes Maudites (Prokletije) dépendait de l’empire ottoman. Elle est, avec la commune de Gusinje, rattachée au Monténégro en 1878, à la suite du Congrès de Berlin.

## Localités de la municipalité de Plav
La municipalité de Plav compte 23 localités :

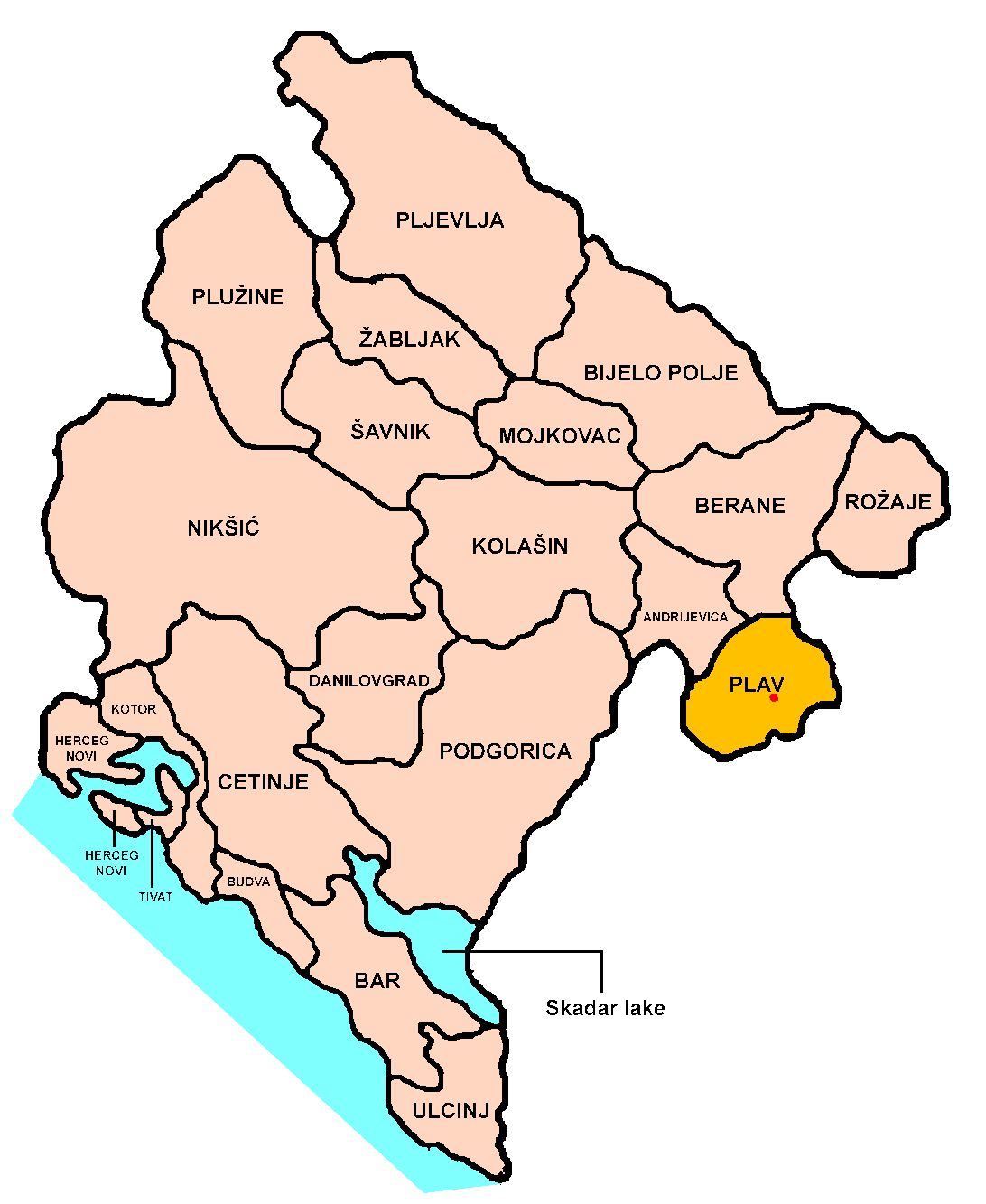
La municipalité de Plav

| - Bogajići - Brezojevica - Velika - Višnjevo - Vojno Selo - Vusanje - Gornja Rženica - Grnčar - Gusinje - Dolja - Dosuđe - Đurička Rijeka | - Kolenovići - Kruševo - Martinovići - Mašnica - Meteh - Murino - Novšići - Plav - Prnjavor - Skić - Hoti |

## Population

### Ville

#### Évolution de la population de la ville
| 1948  | 1953  | 1961  | 1971  | 1981  | 1991  | 2003  |
| ----- | ----- | ----- | ----- | ----- | ----- | ----- |
| 1 850 | 2 018 | 2 535 | 3 058 | 3 348 | 4 560 | 3 615 |

En 2009, la population de Plav était estimée à 3 358 habitants.

### Municipalité

#### Évolution de la population de la municipalité
| 1948   | 1953   | 1961   | 1971   | 1981   | 1991   | 2003   |
| ------ | ------ | ------ | ------ | ------ | ------ | ------ |
| 15 764 | 17 330 | 18 913 | 19 542 | 19 560 | 19 305 | 13 805 |

## Personnalités liées à la ville
- Smail Tulja, (1940-) criminel monténégrin.